# Bostrychia bocagei
L'ibis di São Tomé (Bostrychia bocagei Chapin, 1923) è una rarissima specie di uccello della famiglia dei Treschiornitidi originario dell'isola di São Tomé.

## Descrizione
Fino alla sua riscoperta nel 1990, le uniche prove dell'esistenza dell'ibis di São Tomé erano rappresentate dalle ormai datate relazioni dei naturalisti del passato e dagli aneddoti raccontati dai cacciatori. Considerata la specie di ibis più piccola del mondo, questa creatura a grave rischio di estinzione può essere identificata dalle zone di pelle glabra di colore nero sulla faccia e dalla grossa cresta che si sviluppa dalla parte posteriore della testa. Il piumaggio è generalmente marroncino, con dei riflessi bronzei sulle regioni superiori e la testa di colore verde oliva. Come altri ibis, l'ibis di São Tomé è dotato di un becco lungo e sottile incurvato all'estremità che, in questa specie, è di colore marrone, anche se diviene rossastro verso la punta. Nonostante sia una specie spesso silenziosa, quando viene disturbato l'ibis di São Tomé può emettere degli insoliti grugniti simili a colpi di tosse, mentre altre volte produce dei richiami che risuonano come un kah gah kah gah.

## Distribuzione e habitat
Endemico dell'isola di São Tomé, al largo delle coste del Gabon, in Africa occidentale, l'ibis di São Tomé occupa le aree attorno a cinque fiumi nella parte centrale dell'isola e nelle sue regioni sud-occidentali. Viene rinvenuto più comunemente nelle foreste primarie di pianura, al di sotto dei 450 m di quota, dove predilige le aree paludose nei pressi dei corsi d'acqua.

## Biologia
Come molti altri ibis, l'ibis di São Tomé utilizza il lungo becco ricurvo per sondare nel terreno e tra le fenditure delle rocce alla ricerca degli invertebrati di cui si nutre. Generalmente, preferisce aggirarsi in cerca di cibo nelle aree rocciose e paludose della foresta, dove il sottobosco si dirada maggiormente, o nelle zone in cui il terreno è stato rivoltato da maiali selvatici in cerca di cibo.
L'ibis di São Tomé viene generalmente avvistato da solo o in piccoli stormi che si radunano assieme di notte su appositi posatoi, annunciando il loro arrivo e la loro partenza da questi siti con un forte rumore starnazzante. Al momento conosciamo ben poco sulle abitudini riproduttive di questa specie, ma nel 1997 venne rinvenuto un singolo nido su un albero che si protendeva al di sopra dell'acqua.

## Conservazione
L'abbattimento delle foreste di pianura di São Tomé per far spazio a piantagioni di canna da zucchero e di cacao, pratica in atto da secoli, ha avuto indubbiamente un impatto catastrofico sulla popolazione dell'ibis di São Tomé. Sebbene oggi gli abbattimenti su vasta scala per far spazio a piantagioni siano ormai cessati, il ritirarsi della foresta a vantaggio di piccoli appezzamenti di terreno coltivato continua, e vi è inoltre la possibilità che lo sfruttamento della foresta primaria per legna da costruzione o da ardere aumenti significativamente in futuro. Inoltre, questa specie è minacciata dalla predazione da parte di mammiferi introdotti come il cercopiteco mona (Cercopithecus mona), la civetta africana (Civettictis civetta) e la donnola (Mustela nivalis). Con una popolazione stimata nel 2007 tra le 50 e le 249 unità, gli effetti combinati di questi fattori potrebbero portare rapidamente l'ibis di São Tomé verso l'estinzione.
Attualmente non è stata presa ancora nessuna misura di protezione per la salvaguardia dell'ibis di São Tomé. Nonostante varie organizzazioni abbiano proposto che questa specie e l'habitat nel quale essa vive debbano essere protetti, questo non è ancora avvenuto. Senza alcun intervento, questa specie unica, presente solo in questa parte del mondo, rischia di scomparire per sempre.
Per la sua estrema rarità, la specie figura sulla lista rossa della IUCN tra quelle in pericolo critico.